# Кецманович, Воислав
Воислав Кецманович (серб. Војислав Кецмановић; 1881, Читлук — 25 марта 1961, СФРЮ) — югославский политический деятель, первый глава Боснии и Герцеговины в составе Югославии (Председатель Президиума Народной Скупщины).

## Биография
Родился в 1881 году в Читлуке (ныне территория общины Козарска-Дубица, Республика Сербская). Учился в школах городов Сараево, Релево и Сремски-Карловицы. Окончил Пражский университет, медицинский факультет (1905—1911). Работал врачом в Тузле. Добровольцем участвовал в обеих Балканских войнах, после войны жил в Сараево и Тузле. Попал под суд за распространение незаконной литературы, пять лет провёл в тюрьмах Баня-Луки и Зеницы, с 1918 года работал врачом в Биелине. Председатель культурно-просветительского общества имени Филипа Вишнича.
На фронтах Народно-освободительной войны Югославии с начала конфликта. В июне 1943 года перебрался на освобождённую территорию, вошёл в состав Антифашистское вече народного освобождения Югославии, в том же году возглавил Земельное антифашистское вече народного освобождения Боснии и Герцеговины. 26 апреля 1945 был назначен главой НР Боснии и Герцеговины — Председателем Президиума Народной Скупщины. Полномочия сложил в ноябре 1946 года.
Остаток жизни до своей смерти 25 марта 1961 провёл в Сараево.